# His Masterpiece (film 1909)
His Masterpiece è un cortometraggio muto del 1909 diretto da Bannister Merwin e interpretato da Florence Turner. Il soggetto è tratto da una storia di O. Henry.

## Produzione
Il film fu prodotto dalla Edison Manufacturing Company.

## Distribuzione
Distribuito dalla Edison Manufacturing Company, il film - un cortometraggio di 170 metri - uscì nelle sale cinematografiche statunitensi il 12 novembre 1909. Nelle proiezioni, veniva programmato con il sistema dello split reel, accorpato in un'unica bobina con un altro cortometraggio prodotto dalla Edison, A Man with Three Wives.